# Siphanta kurandae
Siphanta kurandae är en insektsart som beskrevs av Fletcher 1985. Siphanta kurandae ingår i släktet Siphanta och familjen Flatidae. Inga underarter finns listade i Catalogue of Life.